# نموذج الإلكترون شبه الحر
في فيزياء الحالة الصلبة، نموذج الإلكترون شبه الحر (أو نموذج NFE) هو نموذج ميكانيكي كمي للخصائص الفيزيائية للإلكترونات التي يمكن أن تتحرك بحرية تقريبًا عبر الشبكة البلورية للمادة الصلبة. يرتبط النموذج ارتباطًا وثيقًا بالتقريب المفاهيمي للشبكة الفارغة. يتيح النموذج فهم وحساب بنية النطاق الإلكتروني للمعادن على وجه الخصوص.
يعد هذا النموذج تحسينًا فوريًا لنموذج الإلكترون الحر، حيث تم اعتبار المعدن على أنه غاز إلكترون غير متفاعل وتم إهمال الأيونات تمامًا.